# Giuseppe Pisani (scultore)
Giuseppe Pisani (Carrara, 1757 – Modena, 27 dicembre 1839) è stato uno scultore italiano.

## Biografia
Pisani studiò presso l'Accademia di belle arti di Firenze, dopo di che lavorò prevalentemente a Roma. Trasferitosi a Vienna, dopo un soggiorno nella capitale austriaca, nel 1814 si trasferì a Modena al seguito di Francesco IV d'Austria Este che lo nominò scultore di corte e primo scultore dell'Accademia Atestina di Belle Arti.
Nel 1821 divenne direttore dell'Accademia di Belle Arti della città.
Durante il suo soggiorno viennese realizzò due busti di personalità del tempo, oggi conservati presso l'Heeresgeschichtliches Museum di Vienna.

## Opere principali

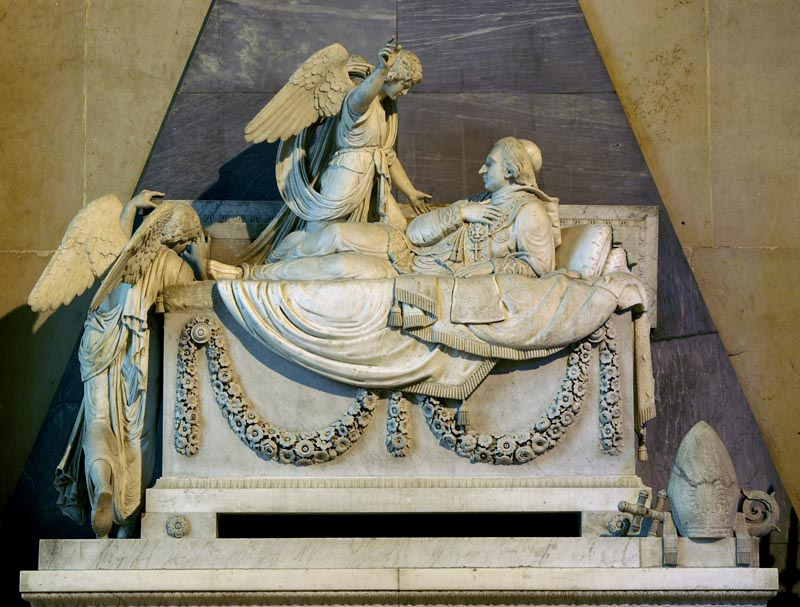
Tomba dell'arcivescovo Carlo Ambrogio d'Asburgo-Este, 1826

- Tomba di Ercole III d'Este, duca di Modena, 1808, Duomo di Modena
- Busto dell'imperatore Francesco I d'Austria, ante 1814, in marmo di Carrara, 57×20×22 cm, Heeresgeschichtliches Museum, Vienna
- Busto di Carlo d'Asburgo-Teschen, ante 1814, in marmo di Carrara, 49×18,5×21 cm, Heeresgeschichtliches Museum, Vienna
- Tomba di Carlo Ambrogio d'Asburgo-Este, arcivescovo di Strigonio-Budapest, 1826, Cattedrale di Nostra Signora e di Sant'Adalberto a Esztergom
- Busto di Francesco IV, duca di Modena, Accademia di Modena
- Monumento (busto ed epigrafe commemorativa) a Pio VI, 1794, marmo, 80 cm (altezza del busto)[3], Cattedrale di Urbino.
- Monumento (busto ed epigrafe commemorativa) a Clemente XI, 1794, marmo, 100 cm (altezza del busto)[4], Cattedrale di Urbino.